# 廣田悟
廣田 悟（ひろた さとる、1963年8月 - ）は、日本の建築家、インテリアプランナー。株式会社廣田悟建築設計事務所の代表取締役、管理建築士を務め、一級建築士、1級建築施工管理技士、日本建築学会会員、日本建築家協会登録建築家である。

## 略歴
- 1963年8月 新潟県に生まれる。
- 1987年3月 芝浦工業大学工学部建築工学科を卒業。
- 1987年4月 株式会社AMO設計事務所に入社（〜1991まで）。
- 2000年2月 廣田悟建築設計事務所を設立。
- 2004年 新潟工科大学で非常勤講師を務める（〜2006まで)。
- 2010年9月 株式会社廣田悟建築設計事務所として法人化、代表取締役に就任。

## 受賞歴
- 2003年 住まいのインテリアコーディネーションコンテスト 奨励賞
- 2008年10月 グッドデザイン賞 住宅（+事務所+店舗）「西木倉の家」
- 2008年 トステム設計コンテスト奨励賞
- 2008年 第二回グランドデザインコンテスト 総合部門入選
- 2009年1月 住まいのインテリアコーディネーションコンテスト 製造産業局長賞
- 2009年10月 グッドデザイン賞 事務所「村田重機本社屋」
- 2011年1月 住まいのインテリアコーディネーションコンテスト インテリア産業協会会長賞
- 2012年 RED DOT DESIGN AWARD受賞
- 2015年 住まいのインテリアコーディネーションコンテスト 新築部門 優秀賞

## メディア出演歴
- 2004年3月 テレビ東京 完成!ドリームハウス「37.すべての夢を叶える万能中庭の家」出演
- 2012年10月 テレビ東京 建物図鑑「平屋の家」＃29出演
- 2013年8月 テレビ朝日 建もの探訪「神奈川県藤沢市・片貝邸 － 中庭が結ぶ住まいと仕事場」 －

## 掲載歴
- 扶桑社『SUMIKA app.（スミカ アプリ）』別冊住まいの設計185 2002年２月
- ネコ・パブリッシング『ガレージのある家・建築家作品集vol.3』2004年4月
- リクルート『月刊HOUSING』2004年6月
- 扶桑社『新しい住まいの設計』2005年1月
- 小学館『Precious』2005年1月
- リード・ビジネス・インフォメーション『DETAIL JAPAN』2007年11月
- ジャパンデザイン『グッドデザインアワード・イヤーブック 2008-2009』2009年2月
- 企業組合建築ジャーナル『建築ジャーナル』2009年３月
- ジャパンデザイン『グッドデザインアワード・イヤーブック 2009-2010』2010年2月
- 書肆侃侃房『これなら住みたい仮設住宅16プラン』2011年11月
- エイ出版社『湘南スタイル』VOL.50 2012年6月
- 光文社『VERY』2012年７月号「日曜日の風景」
- CA Press Publishing Co.lnc.『MARU 125』2012年8月
- 香港三度出版有限公司『Modern Lux Housing』
- braun publishing｢Villas: Superb Residential Style｣
- Zen Style Residences
- 150 Best Terrace and Balcony Ideas 2013年4月
- 商店建築社 『I`m home No.64』2013年5月
- domus israel 029
- The Haus 2014年4月号
- Herper Collins Publishers 『150 Best Terrace and Balcony Ideas』
- 光文社 VERY『日曜日の風景 何でもない週末の、何でもない一日』
- 『MyHOME+』2015年4月21日
- dezeen 「floating house」2015
- homify 「Lik house」2015
- THIS IS PAPER 「house in saitama」2015
- 月刊 HOUSING (ハウジング) 2015年 9月号[要ページ番号]
- MARU 160
- ARCHIPENDIUM 2016 カレンダー
- dezeen 2016